# Абашевы
Аба́шевы (Обашевы) — древний русский дворянский род.
Губернским дворянским депутатским собранием древний род Абашевых внесён в VI часть дворянских родословных книг Псковской и Смоленской губерний.
Герб рода Абашевых, Высочайше утверждённый, помещён в VIII части Общего Гербовника Российской империи (страница 42).

## История рода
История дворянского рода этой фамилии начинается в XVI веке, когда представитель рода был жалован поместьем (1615), и семь представителей рода владели поместьями в Тверском уезде (1639—1640). Фёдор Обашев служил по Торопцу (1664). Гордей Абашев воевода в Острове (1671).
Четверо представителей рода владели населёнными имениями (1699).